# آرسنید آلومینیوم
آرسنید آلومینیوم (به انگلیسی: Aluminium arsenide) با فرمول شیمیایی AlAs یک ترکیب شیمیایی است. که جرم مولی آن ۱۰۱٫۹۰۳۱ g/mol می‌باشد. شکل ظاهری این ترکیب، بلورهای نارنجی است.